# Stimmloser velopalataler Frikativ
Der stimmlose velopalatale Frikativ ist ein Laut, der bei der Doppelartikulation des stimmlosen postalveolaren Frikativs ([ʃ] wie in rasch) und des stimmlosen velaren Frikativs ([x] wie in Bach) entsteht. Das entsprechende IPA-Zeichen ist ɧ.
Dieser Laut ist vor allem im Schwedischen bekannt, wo er aber nicht in allen regionalen Aussprachevarianten vorkommt. Beispielwörter sind sju („sieben“), passion („Hingabe“), hyssja/hyscha („jemanden auffordern ruhig zu sein“) oder dusch („Dusche“).
Ein ähnlicher Laut wird auch für das Kölsche diskutiert.